# Elecciones internas del Batllismo de 1989
Las elecciones internas del sector Batllismo del Partido Colorado (Uruguay) se celebraron el 28 de mayo de 1989.

## Antecedentes
En 1984, Jorge Batlle Ibáñez, líder histórico del Batllismo-Lista 15, había declinado su postulación presidencial, a favor del entonces ascendiente Julio María Sanguinetti, quien resultó elegido presidente en las elecciones nacionales de noviembre de ese año. Sanguinetti llevó por compañero de fórmula a Enrique Tarigo, nuevo en la arena política (había saltado a la notoriedad pública como opositor al plebiscito de los militares en 1980), y Batlle resultó elegido senador, con lo cual retornó a los primeros planos de la política activa. Antes de la dictadura, el Partido Colorado había estado dominado por el pachequismo (de derecha), pero ahora emergía a la vida democrática con una amplia mayoría del Batllismo (socialdemócrata) de 3 a 1.

## Necesidad de la elección interna
Estando prohibida en Uruguay la reelección presidencial inmediata, se hizo necesario nominar un candidato presidencial del Batllismo, sector gubernista. Por otra parte, ante el desgaste que exhibía la administración encargada de restaurar el sistema democrático, al interior del Partido Colorado iba recuperando protagonismo en las encuestas el expresidente Jorge Pacheco Areco, considerado un exponente del populismo de derecha; las mismas encuestas iban indicando que, en la eventualidad de competir como candidatos presidenciales Tarigo, Batlle y Pacheco de manera simultánea en las elecciones de 1989 (las múltiples candidaturas simultáneas era lo habitual con la entonces vigente ley de lemas), existían grandes posibilidades de que el candidato ganador fuese Pacheco. Con lo cual, los principales operadores políticos del Batllismo acordaron que debía haber un único candidato batllista.

## Los comicios
Sanguinetti manifiesta su preferencia por el vicepresidente, Enrique Tarigo, a quien consideraba capaz de continuar su propio programa; y esto fue duramente resistido por Jorge Batlle, quien sintió que le habían "arrancado un brazo sin anestesia".
Se acuerda finalmente celebrar elecciones internas del Batllismo el 28 de mayo de 1989. 
- Enrique Tarigo fue apoyado por Libertad y Cambio (su propio sector), numerosos políticos quincistas nucleados en el llamado "Movimiento 15 de Julio", en alusión a Julio María Sanguinetti (Francisco Forteza (hijo), Antonio Marchesano, Luis Bernardo Pozzolo, etc.) y la Corriente Batllista Independiente.
- Jorge Batlle tuvo el respaldo del aparato de movilización de la Lista 15, y fue notorio el apoyo de Federico Bouza y Jorge Sanguinetti. Batlle apelaba a "los de a pie".
- Por su parte, el Movimiento de Reafirmación Batllista de Víctor Vaillant se declaró por fuera de la contienda, decidiendo de antemano apoyar al precandidato ganador, cualquiera que fuese.

El resultado sorprendió a muchos: Jorge Batlle ganó las elecciones internas del sector con el voto popular, y fue ungido candidato del sector Batllismo para las elecciones de noviembre.

## Consecuencias
Muy negativo fue el ambiente resultante en el seno del Batllismo, pues el voto popular había dado vuelta muchas relaciones internas de poder. Jorge Batlle se opuso a cualquier postulación senatorial del presidente Julio María Sanguinetti, e impuso a un hombre de su confianza como compañero de fórmula, Jorge Sanguinetti. Como solución transaccional se acordó presentar una única lista de candidatos batllistas al Senado, donde se alternaban sanguinettistas en lugares impares (Enrique Tarigo, Carlos Cigliuti, Walter Belvisi) con jorgistas en lugares pares (Federico Bouza, Alberto Brause, Juan Justo Amaro); sin embargo, la población percibió el evidente clima de hostilidad detrás de esa fachada de unidad del "Batllismo Unido".
Una parte del sanguinettismo no aceptó esta solución, y se proclamó la candidatura presidencial de Hugo Fernández Faingold, quien apenas cosechó 15.000 votos.
El Partido Colorado perdió las elecciones de noviembre de 1989, desgastado no solo por la transición democrática, sino más que nada, por sus rencillas internas. Y esto se proyectó más allá: en 1990, el "Batllismo Unido" se dividió en Foro Batllista (sanguinettistas) y Lista 15 propiamente dicha (jorgistas).

### Documental
- En el documental de 2024 Jorge Batlle: entre el cielo y el infierno, dirigido por Federico Lemos, se testimonia el contrapunto entre los precandidatos.[4]